# Гундінг
Гундінг (нім. Hunding) — громада в Німеччині, знаходиться в землі Баварія. Підпорядковується адміністративному округу Нижня Баварія. Входить до складу району Деггендорф. Складова частина об'єднання громад Лаллінг.
Площа — 14,67 км2. Населення становить 1145 ос. (станом на 31 грудня 2020).